# Samuel Pierce

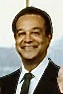
Samuel Pierce (1984)

Samuel Riley Pierce Jr. (* 8. September 1922 in Glen Cove, Long Island, New York; † 31. Oktober 2000 in Washington, D.C.) war ein US-amerikanischer Politiker.

## Biografie
Pierce absolvierte seinen Militärdienst während des Zweiten Weltkrieges von 1943 bis 1946 in der United States Army. Nach dem Krieg setzte er sein Studium an der Cornell University fort, das er 1947 zunächst mit einem Bachelor of Arts (B.A.) abschloss. Ein daran anschließendes Postgraduiertenstudium an der Cornell Law School beendete er 1949 mit einem Juris Doctor (J.D.) sowie danach 1952 mit einem Master of Laws (LL.M.) der New York University.
Seine berufliche Laufbahn begann er 1953 als Stellvertretender Bezirksstaatsanwalt von Süd-New York. 1955 wurde er Assistent des Unterstaatssekretärs im Arbeitsministerium und danach 1956 für kurze Zeit Rechtsberater des Unterkomitees für Kartellrecht (Anti-Trust) des United States Supreme Court. Anschließend wurde er Partner der Anwaltskanzlei Battle, Fowler, Joffin, Pierce and Khoel und war zugleich 1958 bis 1970 Professor an der New York University.
1970 wurde er Mitarbeiter im Finanzministerium der Vereinigten Staaten und verblieb dort bis 1973. Zugleich war er von 1972 bis 1977 sowie erneut von 1978 bis 1982 Kurator (Trustee) der Cornell University.
Am 23. Januar 1981 berief ihn US-Präsident Ronald Reagan zum Minister für Wohnungsbau und Stadtentwicklung (Secretary of Housing and Urban Development) in sein Kabinett, dem Pierce bis zum Ende von Reagans Amtszeit am 20. Januar 1989 angehörte. Pierce war damit das einzige Kabinettsmitglied neben dem Präsidenten und dem Vizepräsidenten George Bush, das während der achtjährigen Amtszeit der Regierung im selben Amt angehörte.